# PROMELA
PROMELA (Process/Protocol Meta Language) ist eine Spezifikationssprache, die synchrone und asynchrone verteilte Algorithmen und Protokolle mittels nichtdeterministischer, endlicher Automaten beschreibt. PROMELA wird hauptsächlich im Bereich der Verifikation eingesetzt, zum Beispiel im Modellprüfer SPIN.
PROMELA und der Model Checker SPIN wurden u. a. bei der Software-Entwicklung für die Marssonde Curiosity eingesetzt.